# Sarcophaga
Sarcophaga är ett släkte av tvåvingar. Sarcophaga ingår i familjen köttflugor.

## Dottertaxa tillSarcophaga, i alfabetisk ordning[1][2]
- Sarcophaga abdominalis
- Sarcophaga abramovi
- Sarcophaga absurda
- Sarcophaga adhamae
- Sarcophaga adriatica
- Sarcophaga adusta
- Sarcophaga adzharica
- Sarcophaga aegyptica
- Sarcophaga aenigma
- Sarcophaga aenigmoides
- Sarcophaga aethiopis
- Sarcophaga afra
- Sarcophaga africa
- Sarcophaga agnata
- Sarcophaga aheria
- Sarcophaga alba
- Sarcophaga albiceps
- Sarcophaga albidipennis
- Sarcophaga albipennis
- Sarcophaga albisignum
- Sarcophaga albopunctata
- Sarcophaga alcicornis
- Sarcophaga aldabrae
- Sarcophaga aldrichi
- Sarcophaga alina
- Sarcophaga allisoni
- Sarcophaga alpha
- Sarcophaga alpina
- Sarcophaga altitudinis
- Sarcophaga ambon
- Sarcophaga amica
- Sarcophaga amita
- Sarcophaga amputata
- Sarcophaga anaces
- Sarcophaga analis
- Sarcophaga anastrenua
- Sarcophaga anchoriformis
- Sarcophaga ancilla
- Sarcophaga ancilloides
- Sarcophaga andaluciana
- Sarcophaga andamanensis
- Sarcophaga angarosinica
- Sarcophaga aniyai
- Sarcophaga annandalei
- Sarcophaga antilope
- Sarcophaga apsuarum
- Sarcophaga aquila
- Sarcophaga arabari
- Sarcophaga arachnivora
- Sarcophaga aratrix
- Sarcophaga arcipes
- Sarcophaga ardeacea
- Sarcophaga argyrostoma
- Sarcophaga armenica
- Sarcophaga arnaudiella
- Sarcophaga arno
- Sarcophaga arvicola
- Sarcophaga asahinai
- Sarcophaga assimilis
- Sarcophaga atavina
- Sarcophaga aureicrania
- Sarcophaga aureifacies
- Sarcophaga aureolata
- Sarcophaga aureomarginata
- Sarcophaga aurescens
- Sarcophaga auricauda
- Sarcophaga auriceps
- Sarcophaga auriecrania
- Sarcophaga aurifrons
- Sarcophaga auromaculata
- Sarcophaga aurora
- Sarcophaga austenii
- Sarcophaga australis
- Sarcophaga babiyari
- Sarcophaga bachmayeri
- Sarcophaga bainbriggei
- Sarcophaga bajkalensis
- Sarcophaga balanina
- Sarcophaga balcanica
- Sarcophaga ballardi
- Sarcophaga bangkokensis
- Sarcophaga banksi
- Sarcophaga baoxingensis
- Sarcophaga baranoffi
- Sarcophaga baranovi
- Sarcophaga barracloughiana
- Sarcophaga baruai
- Sarcophaga basiseta
- Sarcophaga batissa
- Sarcophaga batissoides
- Sarcophaga baudeti
- Sarcophaga bechuanae
- Sarcophaga beckiana
- Sarcophaga beeri
- Sarcophaga beesoni
- Sarcophaga belgiana
- Sarcophaga bellae
- Sarcophaga bellowi
- Sarcophaga benaci
- Sarcophaga bengalensis
- Sarcophaga beninella
- Sarcophaga benshiensis
- Sarcophaga berberina
- Sarcophaga bergi
- Sarcophaga beta
- Sarcophaga bezziana
- Sarcophaga bezzii
- Sarcophaga bidentata
- Sarcophaga bifrons
- Sarcophaga bihami
- Sarcophaga birganjensis
- Sarcophaga bishoppi
- Sarcophaga bivittata
- Sarcophaga blanda
- Sarcophaga bodenheimeri
- Sarcophaga boettcheri
- Sarcophaga bomplandi
- Sarcophaga booersiana
- Sarcophaga boops
- Sarcophaga borneensis
- Sarcophaga borodorf
- Sarcophaga brachiata
- Sarcophaga brasiliensis
- Sarcophaga braueri
- Sarcophaga braunsi
- Sarcophaga brevicornis
- Sarcophaga brevigaster
- Sarcophaga brunisquamis
- Sarcophaga bulgarica
- Sarcophaga bullata
- Sarcophaga burungae
- Sarcophaga bushmenia
- Sarcophaga buxtoni
- Sarcophaga cabrerai
- Sarcophaga caerulescens
- Sarcophaga caesia
- Sarcophaga caledonia
- Sarcophaga camporum
- Sarcophaga canadensis
- Sarcophaga candela
- Sarcophaga capensis
- Sarcophaga carnaria
- Sarcophaga carolinensis
- Sarcophaga castellana
- Sarcophaga caudagalli
- Sarcophaga cavagnaroi
- Sarcophaga cavangarei
- Sarcophaga cayennensis
- Sarcophaga cepelaki
- Sarcophaga cetu
- Sarcophaga chalcura
- Sarcophaga chambaensis
- Sarcophaga cheesmanae
- Sarcophaga choudhuryi
- Sarcophaga chrysella
- Sarcophaga chrysura
- Sarcophaga cincta
- Sarcophaga circa
- Sarcophaga circumcisa
- Sarcophaga cirrhura
- Sarcophaga citellivora
- Sarcophaga clarahenae
- Sarcophaga claripennis
- Sarcophaga claviger
- Sarcophaga clotho
- Sarcophaga cockerellae
- Sarcophaga coei
- Sarcophaga cognata
- Sarcophaga comta
- Sarcophaga concreata
- Sarcophaga condona
- Sarcophaga confusa
- Sarcophaga congesta
- Sarcophaga consanguinea
- Sarcophaga consobrina
- Sarcophaga cooleyi
- Sarcophaga corsicana
- Sarcophaga crassimargo
- Sarcophaga crassipalpis
- Sarcophaga crinita
- Sarcophaga crinitula
- Sarcophaga crispina
- Sarcophaga crispula
- Sarcophaga croatica
- Sarcophaga croca
- Sarcophaga cubensis
- Sarcophaga cucullans
- Sarcophaga cucullata
- Sarcophaga cultellata
- Sarcophaga currani
- Sarcophaga curva
- Sarcophaga curvicercus
- Sarcophaga curvifemoralis
- Sarcophaga cuthbertsoni
- Sarcophaga czernyi
- Sarcophaga dahliana
- Sarcophaga darwiniana
- Sarcophaga dasguptai
- Sarcophaga daurica
- Sarcophaga davidsonii
- Sarcophaga decedens
- Sarcophaga decisa
- Sarcophaga delicata
- Sarcophaga demeilloni
- Sarcophaga depressa
- Sarcophaga depressifrons
- Sarcophaga desaii
- Sarcophaga desertorum
- Sarcophaga dewulfi
- Sarcophaga dimidiatipes
- Sarcophaga diminuta
- Sarcophaga dingaani
- Sarcophaga dinuzului
- Sarcophaga discifera
- Sarcophaga disneyi
- Sarcophaga disputata
- Sarcophaga dissimilis
- Sarcophaga distincta
- Sarcophaga distinguenda
- Sarcophaga diversimaculata
- Sarcophaga djakonovi
- Sarcophaga dreyfusi
- Sarcophaga dromafricana
- Sarcophaga dukoicus
- Sarcophaga dumoga
- Sarcophaga dux
- Sarcophaga ednae
- Sarcophaga edwardsiana
- Sarcophaga ehrlichi
- Sarcophaga einsteiniella
- Sarcophaga elegantipes
- Sarcophaga elongata
- Sarcophaga emdeni
- Sarcophaga emeishanensis
- Sarcophaga emmrichi
- Sarcophaga emmrichiana
- Sarcophaga emuensis
- Sarcophaga enderleini
- Sarcophaga eos
- Sarcophaga erecta
- Sarcophaga erlangeri
- Sarcophaga esthera
- Sarcophaga eta
- Sarcophaga etoshana
- Sarcophaga evelynae
- Sarcophaga evenhuisi
- Sarcophaga excuticulata
- Sarcophaga exuberans
- Sarcophaga fabea
- Sarcophaga fani
- Sarcophaga fasciculata
- Sarcophaga fatua
- Sarcophaga fedtshenkoi
- Sarcophaga fenchihuensis
- Sarcophaga feralis
- Sarcophaga fergusonina
- Sarcophaga fernandae
- Sarcophaga ferox
- Sarcophaga fervida
- Sarcophaga filia
- Sarcophaga filiola
- Sarcophaga flagellifera
- Sarcophaga flaveola
- Sarcophaga flavescens
- Sarcophaga flavibarbis
- Sarcophaga flavibasis
- Sarcophaga flaviceps
- Sarcophaga flavidula
- Sarcophaga flexuosa
- Sarcophaga footei
- Sarcophaga forceps
- Sarcophaga forma
- Sarcophaga formosensis
- Sarcophaga freedmani
- Sarcophaga freidbergi
- Sarcophaga freyi
- Sarcophaga froggatti
- Sarcophaga frontalis
- Sarcophaga fuligo
- Sarcophaga fulvicrus
- Sarcophaga fulvipes
- Sarcophaga furcata
- Sarcophaga furutonensis
- Sarcophaga fuscipennis
- Sarcophaga futilis
- Sarcophaga gadiriana
- Sarcophaga galileana
- Sarcophaga galmuda
- Sarcophaga gambiensis
- Sarcophaga ganura
- Sarcophaga garbo
- Sarcophaga geari
- Sarcophaga genuforceps
- Sarcophaga georgiana
- Sarcophaga gertrudae
- Sarcophaga ghaiae
- Sarcophaga giganta
- Sarcophaga gigas
- Sarcophaga girnarensis
- Sarcophaga gladysae
- Sarcophaga globicauda
- Sarcophaga globovesica
- Sarcophaga gnu
- Sarcophaga gomezbustilloi
- Sarcophaga goodhopeia
- Sarcophaga gorodkovi
- Sarcophaga gorokaensis
- Sarcophaga graciliforceps
- Sarcophaga gracilis
- Sarcophaga graeca
- Sarcophaga granulata
- Sarcophaga gravelyi
- Sarcophaga gresiventris
- Sarcophaga gressitti
- Sarcophaga grueti
- Sarcophaga grunini
- Sarcophaga guyanensis
- Sarcophaga gymnocnemis
- Sarcophaga haemorrhoa
- Sarcophaga haemorrhoides
- Sarcophaga hai
- Sarcophaga hainanensis
- Sarcophaga hainanna
- Sarcophaga hakusana
- Sarcophaga hamoni
- Sarcophaga harinasutai
- Sarcophaga harpax
- Sarcophaga hautieri
- Sarcophaga hennigi
- Sarcophaga henryi
- Sarcophaga heptapotamica
- Sarcophaga hera
- Sarcophaga hervebazini
- Sarcophaga hetaera
- Sarcophaga hinglungensis
- Sarcophaga hiromui
- Sarcophaga hirsuta
- Sarcophaga hirticrus
- Sarcophaga hirtipes
- Sarcophaga hokurikuensis
- Sarcophaga hollandia
- Sarcophaga hongheensis
- Sarcophaga horii
- Sarcophaga horti
- Sarcophaga hortobagyensis
- Sarcophaga houghi
- Sarcophaga howensis
- Sarcophaga hozawai
- Sarcophaga huangshanensis
- Sarcophaga hugoi
- Sarcophaga hui
- Sarcophaga humboldti
- Sarcophaga hunti
- Sarcophaga hystrix
- Sarcophaga idmais
- Sarcophaga ikat
- Sarcophaga ikedai
- Sarcophaga imbecilla
- Sarcophaga imita
- Sarcophaga imitatrix
- Sarcophaga immaculata
- Sarcophaga impatiens
- Sarcophaga inaequalis
- Sarcophaga incauta
- Sarcophaga incisilobata
- Sarcophaga indica
- Sarcophaga indusa
- Sarcophaga inextricata
- Sarcophaga ingwavumae
- Sarcophaga inhacaensis
- Sarcophaga inopinata
- Sarcophaga insula
- Sarcophaga insularis
- Sarcophaga invaria
- Sarcophaga inzi
- Sarcophaga inzoides
- Sarcophaga irrequieta
- Sarcophaga ismailiana
- Sarcophaga isorokui
- Sarcophaga israeliana
- Sarcophaga iulicida
- Sarcophaga iwuensis
- Sarcophaga jacobi
- Sarcophaga jacobsoni
- Sarcophaga jamesi
- Sarcophaga japonica
- Sarcophaga jaroschevskyi
- Sarcophaga javana
- Sarcophaga javanica
- Sarcophaga javi
- Sarcophaga jeanleclercqi
- Sarcophaga johnsoni
- Sarcophaga josephi
- Sarcophaga juliaetta
- Sarcophaga juncta
- Sarcophaga jupalnica
- Sarcophaga juvenilis
- Sarcophaga kadeisi
- Sarcophaga kagaensis
- Sarcophaga kaimaraensis
- Sarcophaga kairatuensis
- Sarcophaga kalabariana
- Sarcophaga kanekoi
- Sarcophaga kanoi
- Sarcophaga kanoiana
- Sarcophaga kaplani
- Sarcophaga kappa
- Sarcophaga karachiensis
- Sarcophaga karna
- Sarcophaga karnyi
- Sarcophaga kataphygionis
- Sarcophaga kaushanensis
- Sarcophaga kawayuensis
- Sarcophaga kayaensis
- Sarcophaga keegani
- Sarcophaga keiseri
- Sarcophaga kempi
- Sarcophaga kentejana
- Sarcophaga keresophalla
- Sarcophaga kericho
- Sarcophaga kerteszi
- Sarcophaga kesseli
- Sarcophaga khasiensis
- Sarcophaga kikuyana
- Sarcophaga kirgizica
- Sarcophaga kitaharai
- Sarcophaga klinzigi
- Sarcophaga kobachidzei
- Sarcophaga kobayashii
- Sarcophaga koehleri
- Sarcophaga kohla
- Sarcophaga koimani
- Sarcophaga kolomyietzi
- Sarcophaga komi
- Sarcophaga konakovi
- Sarcophaga kopetdaghica
- Sarcophaga kozlovi
- Sarcophaga krathonmai
- Sarcophaga kugleri
- Sarcophaga kunonis
- Sarcophaga kupangensis
- Sarcophaga kurahashii
- Sarcophaga lacrymans
- Sarcophaga lageniharpes
- Sarcophaga lanei
- Sarcophaga langi
- Sarcophaga lanna
- Sarcophaga lasiostyla
- Sarcophaga latipennis
- Sarcophaga lauta
- Sarcophaga lederbergi
- Sarcophaga leechi
- Sarcophaga lehmanni
- Sarcophaga leucaniae
- Sarcophaga lhasae
- Sarcophaga libera
- Sarcophaga liberia
- Sarcophaga limbatella
- Sarcophaga limela
- Sarcophaga limpopoensis
- Sarcophaga lincta
- Sarcophaga lindae
- Sarcophaga lineatocollis
- Sarcophaga lingulata
- Sarcophaga lini
- Sarcophaga litsingeri
- Sarcophaga littoralis
- Sarcophaga liukiuensis
- Sarcophaga lomagundica
- Sarcophaga lombokensis
- Sarcophaga londti
- Sarcophaga londtiana
- Sarcophaga longanota
- Sarcophaga longestylata
- Sarcophaga longicornis
- Sarcophaga longicornuta
- Sarcophaga longifilia
- Sarcophaga longistylata
- Sarcophaga lopesi
- Sarcophaga lorengauensis
- Sarcophaga lorosa
- Sarcophaga lothianensis
- Sarcophaga luabae
- Sarcophaga lubaia
- Sarcophaga lucentina
- Sarcophaga lunigera
- Sarcophaga lushainensis
- Sarcophaga luzonensis
- Sarcophaga lypai
- Sarcophaga maai
- Sarcophaga mababiensis
- Sarcophaga macroauriculata
- Sarcophaga macromembrana
- Sarcophaga macrura
- Sarcophaga maculata
- Sarcophaga maculigaster
- Sarcophaga maculipennis
- Sarcophaga maculosa
- Sarcophaga madagascariensis
- Sarcophaga madeirensis
- Sarcophaga magensi
- Sarcophaga magnifica
- Sarcophaga maialis
- Sarcophaga malacophaga
- Sarcophaga malaitensis
- Sarcophaga mandelania
- Sarcophaga mantiae
- Sarcophaga marcelleclercqi
- Sarcophaga marcosgarciae
- Sarcophaga margaretae
- Sarcophaga mariobezzii
- Sarcophaga maritima
- Sarcophaga marshalli
- Sarcophaga marstoniana
- Sarcophaga martellata
- Sarcophaga martellatoides
- Sarcophaga masaiana
- Sarcophaga matilei
- Sarcophaga mauritiana
- Sarcophaga mazaliana
- Sarcophaga mefouensis
- Sarcophaga megafilosia
- Sarcophaga mehadiensis
- Sarcophaga meiofilosia
- Sarcophaga melania
- Sarcophaga melanura
- Sarcophaga membranocorporis
- Sarcophaga menadensis
- Sarcophaga mendax
- Sarcophaga menelika
- Sarcophaga mentor
- Sarcophaga metallescens
- Sarcophaga metopina
- Sarcophaga metzgeri
- Sarcophaga microperitremata
- Sarcophaga micropygialis
- Sarcophaga midnaporensis
- Sarcophaga mimobasalis
- Sarcophaga mimobrevicornis
- Sarcophaga minima
- Sarcophaga minor
- Sarcophaga minutissima
- Sarcophaga misella
- Sarcophaga misera
- Sarcophaga mishnania
- Sarcophaga moldavica
- Sarcophaga momba
- Sarcophaga monodia
- Sarcophaga monospila
- Sarcophaga monserrati
- Sarcophaga monspellensia
- Sarcophaga mont
- Sarcophaga montana
- Sarcophaga montiblensis
- Sarcophaga montivaga
- Sarcophaga moravica
- Sarcophaga mouchajosefi
- Sarcophaga moucheti
- Sarcophaga mulaba
- Sarcophaga multicolor
- Sarcophaga multivillosa
- Sarcophaga munronis
- Sarcophaga musashinensis
- Sarcophaga musca
- Sarcophaga muscoides
- Sarcophaga musitali
- Sarcophaga mutata
- Sarcophaga mutesa
- Sarcophaga mutila
- Sarcophaga namaquensis
- Sarcophaga namibia
- Sarcophaga natalensis
- Sarcophaga nathani
- Sarcophaga naumanni
- Sarcophaga nearctica
- Sarcophaga neglecta
- Sarcophaga nemoralis
- Sarcophaga nepalensis
- Sarcophaga neuweileri
- Sarcophaga nicobarensis
- Sarcophaga niculescui
- Sarcophaga nigribasicosta
- Sarcophaga nigricaudata
- Sarcophaga nigridorsalis
- Sarcophaga nigrifrons
- Sarcophaga nigriventris
- Sarcophaga nihbadella
- Sarcophaga nipponensis
- Sarcophaga nitidiventris
- Sarcophaga nodosa
- Sarcophaga nomita
- Sarcophaga noonganensis
- Sarcophaga nostalgica
- Sarcophaga notabilis
- Sarcophaga notata
- Sarcophaga notatipennis
- Sarcophaga novella
- Sarcophaga noverca
- Sarcophaga novercoides
- Sarcophaga nubica
- Sarcophaga nuzzacii
- Sarcophaga obscura
- Sarcophaga occidentalis
- Sarcophaga occulta
- Sarcophaga ochripalpis
- Sarcophaga octomaculata
- Sarcophaga offecta
- Sarcophaga oharai
- Sarcophaga oitana
- Sarcophaga okaliana
- Sarcophaga okazakii
- Sarcophaga olsoufjevi
- Sarcophaga omikron
- Sarcophaga opata
- Sarcophaga optata
- Sarcophaga ora
- Sarcophaga oralis
- Sarcophaga orientalis
- Sarcophaga ornatijuxta
- Sarcophaga oshimensis
- Sarcophaga ostindicae
- Sarcophaga otiophalla
- Sarcophaga pachyura
- Sarcophaga pagensis
- Sarcophaga paineiana
- Sarcophaga palavae
- Sarcophaga palestinensis
- Sarcophaga panchganiensis
- Sarcophaga pandellei
- Sarcophaga pandifera
- Sarcophaga panormi
- Sarcophaga papaii
- Sarcophaga papei
- Sarcophaga papuensis
- Sarcophaga par
- Sarcophaga paralina
- Sarcophaga paramonovi
- Sarcophaga paramulaba
- Sarcophaga parasurcoufi
- Sarcophaga patriciae
- Sarcophaga pattoni
- Sarcophaga pauciseta
- Sarcophaga pavida
- Sarcophaga peckae
- Sarcophaga pedestris
- Sarcophaga pellex
- Sarcophaga pennopluma
- Sarcophaga peregrina
- Sarcophaga perissa
- Sarcophaga perpusilla
- Sarcophaga persica
- Sarcophaga perspicax
- Sarcophaga pervia
- Sarcophaga peshelicis
- Sarcophaga phallosoma
- Sarcophaga pharaonis
- Sarcophaga philippii
- Sarcophaga phoenicopterus
- Sarcophaga phoenicurus
- Sarcophaga picibasicosta
- Sarcophaga piciventris
- Sarcophaga pigmea
- Sarcophaga pingi
- Sarcophaga piva
- Sarcophaga platariae
- Sarcophaga pleskei
- Sarcophaga plotnikovi
- Sarcophaga polistensis
- Sarcophaga polita
- Sarcophaga polystylata
- Sarcophaga pomeroyi
- Sarcophaga pontica
- Sarcophaga porrecta
- Sarcophaga portschinskyi
- Sarcophaga praedatrix
- Sarcophaga praedo
- Sarcophaga praelibera
- Sarcophaga praerupta
- Sarcophaga preussi
- Sarcophaga princeps
- Sarcophaga promiscua
- Sarcophaga propinqua
- Sarcophaga prosballiina
- Sarcophaga protuberans
- Sarcophaga proxima
- Sarcophaga pseudobenaci
- Sarcophaga pseudoscoparia
- Sarcophaga pseudosubulata
- Sarcophaga pterygota
- Sarcophaga pubicornis
- Sarcophaga pudongensis
- Sarcophaga pulla
- Sarcophaga pumila
- Sarcophaga punctipennis
- Sarcophaga purpurascens
- Sarcophaga pusana
- Sarcophaga pyrenaica
- Sarcophaga pyrrhopoda
- Sarcophaga quinqueramosa
- Sarcophaga quinquestrigata
- Sarcophaga rageaui
- Sarcophaga rapida
- Sarcophaga rayssae
- Sarcophaga recta
- Sarcophaga recurvata
- Sarcophaga redux
- Sarcophaga reedi
- Sarcophaga reginaldi
- Sarcophaga regularis
- Sarcophaga reicostae
- Sarcophaga reposita
- Sarcophaga resnikae
- Sarcophaga rhynchura
- Sarcophaga robustispinosa
- Sarcophaga rohdendorfi
- Sarcophaga rohdendorfia
- Sarcophaga rohdendorfiana
- Sarcophaga romanica
- Sarcophaga rondaniana
- Sarcophaga rosaliae
- Sarcophaga rosellei
- Sarcophaga rozkosnyi
- Sarcophaga rubiginosa
- Sarcophaga rubrianalis
- Sarcophaga rubricornis
- Sarcophaga ruficornis
- Sarcophaga ruficoxa
- Sarcophaga ruficrura
- Sarcophaga rufipalpis
- Sarcophaga rugosa
- Sarcophaga rustica
- Sarcophaga ruticilla
- Sarcophaga sabae
- Sarcophaga sabiensis
- Sarcophaga sachsae
- Sarcophaga sakharovae
- Sarcophaga salemiana
- Sarcophaga salkhit
- Sarcophaga salobrensis
- Sarcophaga samia
- Sarcophaga santista
- Sarcophaga santosdiasi
- Sarcophaga santospintosi
- Sarcophaga saprianovae
- Sarcophaga sardiana
- Sarcophaga sarezia
- Sarcophaga sarraceniae
- Sarcophaga sarracenioides
- Sarcophaga sawainensis
- Sarcophaga sayersi
- Sarcophaga schineri
- Sarcophaga schnabli
- Sarcophaga schoemani
- Sarcophaga schrameli
- Sarcophaga schuetzei
- Sarcophaga schusteri
- Sarcophaga scopariiformis
- Sarcophaga sedlaceki
- Sarcophaga sejungenda
- Sarcophaga semenovi
- Sarcophaga semimarginalis
- Sarcophaga seniorwhitei
- Sarcophaga separata
- Sarcophaga septentrionalis
- Sarcophaga serbica
- Sarcophaga sericea
- Sarcophaga sericeonitens
- Sarcophaga serrata
- Sarcophaga serratocudo
- Sarcophaga setifacies
- Sarcophaga setinervis
- Sarcophaga setulosa
- Sarcophaga sexpunctata
- Sarcophaga seychellica
- Sarcophaga shermani
- Sarcophaga shimbana
- Sarcophaga shinonagai
- Sarcophaga shirakii
- Sarcophaga shiritakaensis
- Sarcophaga shnitnikovi
- Sarcophaga shoniella
- Sarcophaga shresthai
- Sarcophaga shuxia
- Sarcophaga sichotealini
- Sarcophaga sicilia
- Sarcophaga siciliae
- Sarcophaga siciliana
- Sarcophaga siciliensis
- Sarcophaga siganella
- Sarcophaga sigilla
- Sarcophaga sigma
- Sarcophaga silbergliedi
- Sarcophaga silvai
- Sarcophaga simplex
- Sarcophaga simulatrix
- Sarcophaga sinuata
- Sarcophaga situliformis
- Sarcophaga slameckovae
- Sarcophaga slovaca
- Sarcophaga smarti
- Sarcophaga smirnovi
- Sarcophaga smithi
- Sarcophaga smithiana
- Sarcophaga socrus
- Sarcophaga solitaria
- Sarcophaga sollicitata
- Sarcophaga sororcula
- Sarcophaga sororia
- Sarcophaga sorror
- Sarcophaga souzalopesi
- Sarcophaga spangleri
- Sarcophaga spatulifera
- Sarcophaga spatuliformis
- Sarcophaga spilargyra
- Sarcophaga spilogaster
- Sarcophaga spinifera
- Sarcophaga spinigena
- Sarcophaga spinigera
- Sarcophaga spininervis
- Sarcophaga spinosa
- Sarcophaga spreta
- Sarcophaga stackelbergi
- Sarcophaga statuta
- Sarcophaga sternalis
- Sarcophaga strenua
- Sarcophaga stricklandi
- Sarcophaga strumiana
- Sarcophaga struthioides
- Sarcophaga stuckenbergi
- Sarcophaga stuckenbergiana
- Sarcophaga stygia
- Sarcophaga stylata
- Sarcophaga subaenescens
- Sarcophaga subdiscalis
- Sarcophaga subdistinguenda
- Sarcophaga subharpax
- Sarcophaga subrotunda
- Sarcophaga subsericans
- Sarcophaga subulata
- Sarcophaga subvicina
- Sarcophaga sudanica
- Sarcophaga suffa
- Sarcophaga suffusa
- Sarcophaga sumbawensis
- Sarcophaga sumunensis
- Sarcophaga sundaensis
- Sarcophaga superba
- Sarcophaga surcoufi
- Sarcophaga surinamensis
- Sarcophaga susainathani
- Sarcophaga sushkini
- Sarcophaga susteriana
- Sarcophaga suthep
- Sarcophaga sympaestria
- Sarcophaga synia
- Sarcophaga tadjikiella
- Sarcophaga taiwanensis
- Sarcophaga taka
- Sarcophaga takahasii
- Sarcophaga talomoensis
- Sarcophaga talonata
- Sarcophaga tanzaniae
- Sarcophaga taurica
- Sarcophaga telengai
- Sarcophaga tenuicornis
- Sarcophaga tenuiforceps
- Sarcophaga tenuipalpis
- Sarcophaga tephroides
- Sarcophaga tephrura
- Sarcophaga teretirostris
- Sarcophaga teskeyi
- Sarcophaga tewfiki
- Sarcophaga thalhammeri
- Sarcophaga thatuna
- Sarcophaga theodori
- Sarcophaga theseus
- Sarcophaga thinhi
- Sarcophaga thirionae
- Sarcophaga tibialis
- Sarcophaga timorensis
- Sarcophaga todiscoae
- Sarcophaga torvida
- Sarcophaga transpyrenaica
- Sarcophaga transvaalensis
- Sarcophaga travassosi
- Sarcophaga tricolor
- Sarcophaga trifolia
- Sarcophaga trifulcata
- Sarcophaga trigonomaculata
- Sarcophaga trinubecula
- Sarcophaga triplasia
- Sarcophaga triplex
- Sarcophaga tristylata
- Sarcophaga tritonia
- Sarcophaga trivittata
- Sarcophaga tsengi
- Sarcophaga tshernovi
- Sarcophaga tsinanensis
- Sarcophaga tsintaoensis
- Sarcophaga tsushimae
- Sarcophaga tuberosa
- Sarcophaga tulagiensis
- Sarcophaga turana
- Sarcophaga turkanella
- Sarcophaga uamensis
- Sarcophaga uemotoi
- Sarcophaga ugamskii
- Sarcophaga ukrainica
- Sarcophaga uliginosa
- Sarcophaga uncicurva
- Sarcophaga uncus
- Sarcophaga unguitigris
- Sarcophaga unicolor
- Sarcophaga uniseta
- Sarcophaga urceola
- Sarcophaga utilis
- Sarcophaga vadoni
- Sarcophaga vagans
- Sarcophaga wagneri
- Sarcophaga walayari
- Sarcophaga wallenbergi
- Sarcophaga walshi
- Sarcophaga vancouverensis
- Sarcophaga vanriebeecki
- Sarcophaga vansoni
- Sarcophaga vanuatu
- Sarcophaga variabilis
- Sarcophaga variegata
- Sarcophaga varienbeecki
- Sarcophaga varipes
- Sarcophaga weberi
- Sarcophaga versatilis
- Sarcophaga vervesi
- Sarcophaga wetzeli
- Sarcophaga weyeri
- Sarcophaga whitneyi
- Sarcophaga vicaria
- Sarcophaga vicina
- Sarcophaga wiesenthali
- Sarcophaga villa
- Sarcophaga villeneuveana
- Sarcophaga villeneuvei
- Sarcophaga villipes
- Sarcophaga villisterna
- Sarcophaga viridescens
- Sarcophaga vitilevensis
- Sarcophaga vitoschana
- Sarcophaga vockerothi
- Sarcophaga vorax
- Sarcophaga wrangeliensis
- Sarcophaga wyatti
- Sarcophaga xizangensis
- Sarcophaga yaanensis
- Sarcophaga yadvashemia
- Sarcophaga yonahaensis
- Sarcophaga yorkii
- Sarcophaga yunnanensis
- Sarcophaga yuwanensis
- Sarcophaga yvorei
- Sarcophaga zaitzevi
- Sarcophaga zarudnyi
- Sarcophaga zeta
- Sarcophaga zhelochovtzevi
- Sarcophaga zhouquensis
- Sarcophaga ziegleri
- Sarcophaga zimba
- Sarcophaga zuluensis
- Sarcophaga zulunata
- Sarcophaga zumptiana